# Schulverweigerung
Schulverweigerung (auch Schulpflichtverletzung, Schuldistanz, Schulabsentismus, Nichtbeschulbarkeit) oder umgangssprachlich Schulschwänzen sind Formen des Absentismus bei Schülern, die sich durch die unentschuldigte Abwesenheit in der Schule (besonders von schulpflichtigen Schülern), anzweifelbares entschuldigtes Fernbleiben von der Schule (etwa durch Krankmeldungen von Eltern oder Ärzten bei Bagatell- oder vorgetäuschten Erkrankungen) oder die passive Verweigerung (z. B. durch Nichtbeteiligung am Unterricht, Nachgehen unterrichtsferner Beschäftigungen während des Unterrichts oder Störung von Unterricht) zeigen.
Streng genommen muss also unterschieden werden zwischen Schulbesuchs-Verweigerung und Unterrichts-Verweigerung trotz physischer Teilnahme am Unterricht. Zu unterscheiden ist ferner zwischen Unterrichtsversäumnissen, die zu bestimmten einzelnen Zeitpunkten auf „eigenmächtige“ Entscheidungen des Schülers und/oder seiner Eltern zurückzuführen sind, und regelmäßig wiederkehrender bzw. lang andauernder Abwesenheit vom Unterricht.

## Ausgangslage
Schule sollte entsprechend der ursprünglichen Wortbedeutung von griechisch σχολή, das  „Frieden“, „Ruhe“, „Muße“, „Freisein von beruflichem Arbeitszwang“ bedeutet, ihrer  Sinnbestimmung nach eine Einrichtung systematischen, behüteten Lernens sein. In einer Atmosphäre, in der körperliche Bedrohungen seitens der Lehrkräfte (Prügelstrafen) oder seelische Verletzungen durch Mitschüler (Mobbing) das Lerngeschehen begleiten, kann sich die Verweigerung schulischen Lernens in einem weiteren Rahmen sogar zu einem gesellschaftlichen Phänomen auswachsen und zu einem Bildungsproblem größeren Ausmaßes werden.

## Arten
Begrifflich wird in erster Linie nach Schweregrad unterschieden zwischen: 
- Schulschwänzen bzw. Schulbummelei bei nur gelegentlichen Vorkommnissen,
- Schulverweigerung bei persistenten Erscheinungsformen mit tieferliegenden Ursachen[5] sowie
- elternbedingtem Schulabsentismus oder Zurückhalten, wenn Eltern ihr Kind bewusst am Schulbesuch hindern.[6]

## Motive

### Psychische Probleme von Schülern

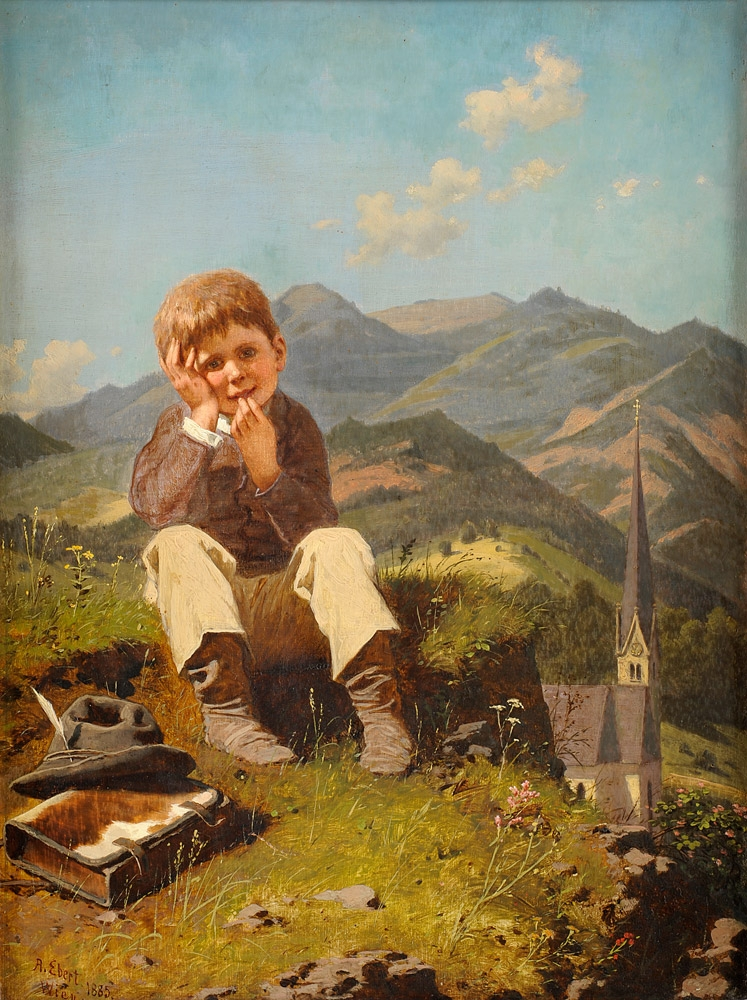
Der kleine Schulschwänzer. Gemälde von Anton Ebert 1885.

Die Gründe für eine funktionale Schulverweigerung sind vielfältig. Bei Grundschülern kann es die Angst sein, das vertraute Elternhaus zu verlassen. Oft verweigern Schüler die Schule, um dem Stress durch Leistungsdruck und Schulnoten zu entfliehen. Manche Schüler verweigern die Schule aber auch aus Schulangst oder Angst vor Lehrern oder Mitschülern. Oft sind negative Erfahrungen des Kindes, wie zum Beispiel Mobbing in der Schule, Angst vor Klassenarbeiten, Langeweile oder Prüfungsangst Anlass für eine solche Entscheidung. Weitere Gründe können Unterforderung oder Überforderung sein. So werden hochbegabte Schüler zu Verweigerern aus Protest gegen die empfundene Langeweile.
Schulverweigerer holen sich gegebenenfalls Atteste von Ärzten oder von ihren Eltern und lenken damit nicht selten von psychologischen Ursachen der Schulverweigerung ab.

### Grundlegende Unzufriedenheit von Eltern
Einige Eltern betrachten die Pflicht, ihr Kind von „Fremden“ unterrichten zu lassen, als illegitimen Eingriff in ihr Elternrecht und lehnen die Schulpflicht ab. Kinderrechtlich orientierte Eltern möchten ihrem Kind ermöglichen, nach seinem eigenen Plan aufzuwachsen und nicht unnötige Langeweile, Frustration, Über- oder Unterforderung im Schulunterricht erdulden zu müssen. In diesen Fällen ergibt sich eine Schulverweigerung immer aus einem ausdrücklichen Wunsch des Kindes bzw. aus einer gemeinsamen Entscheidung von Eltern und Kind. Beide Gruppen von Eltern ziehen es vor, den Unterricht ihrer Kinder durch Hausunterricht oder eine andere Form von Unterricht außerhalb einer Schule selbst zu organisieren.
Bestimmte streng religiöse Eltern wollen nicht, dass ihre Kinder z. B. am Sexualkunde- oder Schwimmunterricht teilnehmen, weil sie dies für schädlich oder für unvereinbar mit ihrer Kultur oder Religion halten. Sie halten ihre Kinder davon ab, an dem betreffenden Unterricht teilzunehmen.

### Situation in der Pandemie
In der COVID-Pandemie kam es zu Schulverweigerungen durch die Verweigerung der Tragepflicht der Masken oder der Verweigerung der Schnelltests als Voraussetzung der Teilnahme am Präsenzunterricht. Ebenso kam es auch aufgrund fehlender Schutzmaßnahmen (Luftfilter, Maskenpflicht) zu Fällen von Schulverweigerung.

### Ökonomische Nutzenkalküle
Insbesondere wenige Tage vor Schulferien häuft sich die „eigenmächtige“ Abwesenheit von Schülern vom Unterricht. Wenn Zeugnisnoten feststehen und nach Ansicht von Schülern und Eltern Unterricht nur noch pro forma stattfindet, sehen viele keinen Grund, warum sie nicht die niedrigeren Preise für Urlaubsangebote in der Vorsaison in Anspruch nehmen sollten, da unmittelbar nach Ferienbeginn in einem Land die höhere Nachfrage nach Urlaubsangeboten zu Preissteigerungen führt.
In Familien, in denen es Probleme mit der Vereinbarkeit von Familien- und Berufspflichten der Eltern gibt, besteht eine scheinbar „einfache“ Lösung darin, ältere Geschwister ihren Bruder bzw. ihre Schwester im Kleinkindalter während der Unterrichtszeit beaufsichtigen zu lassen. Auch greifen einige Familien gern auf ältere Kinder als Ersatz für die verletzte oder erkrankte Person zurück, die vorrangig für die Führung des Familienhaushalts zuständig ist. Dieses Phänomen tritt oft gemeinsam mit der unten genannten fehlenden Zuversicht auf, dass das betreffende Kind bei einem regelmäßigen, mit größerem Ehrgeiz verbundenen Schulbesuch gute Karrierechancen haben könnte.

### „Bildungsferne“
Ein Unrechtsbewusstsein dafür, dass sie nicht die Abwesenheit ihrer Kinder vom Unterricht unterbinden, fehlt oft denjenigen Eltern, die nicht davon überzeugt sind, dass eine gute Bildung für das zukünftige Leben ihrer Kinder wichtig sei, bzw. die nicht glauben, dass ihre Kinder eine solche gute Bildung erreichen könnten. Diese Mentalität wird oft als Folge von sogenannter „Bildungsferne“ bewertet.
In der Türkei wurde erst 1997 die Möglichkeit abgeschafft, legal nach dem Abschluss von Klasse 5 die Schule nicht mehr zu besuchen; erst in diesem Jahr wurde in der Türkei die achtjährige Schulpflicht eingeführt. Viele Eltern türkeistämmiger Schüler gingen folglich bereits mit elf Jahren legal einer Erwerbstätigkeit nach oder betätigten sich als Vollzeit-Haushaltshilfe. Vergleichbare Erfahrungen, die auch Eltern aus anderen Herkunftsländern machten, führen oft bei Menschen mit Migrationshintergrund dazu, dass sie Unterrichtsversäumnisse ihrer Kinder im sekundären Bildungsbereich deutscher Schulen nicht für problematisch halten.

### Kollektive Schülerproteste
Seit dem 20. August 2018 finden regelmäßig freitags Demonstrationen der globalen Schüler- und Studenteninitiative Fridays for Future statt. Ausgangspunkt war der Entschluss der damals sechzehnjährigen Schülerin Greta Thunberg in Stockholm, so lange jeden Freitag den Unterricht zu „bestreiken“, bis die schwedische Regierung das Übereinkommen von Paris zum Klimaschutz einhält. Allein in Deutschland nahmen am 18. Januar 2019 an 50 Standorten ca. 25.000 junge Menschen während der regulären Unterrichtszeit an den Kundgebungen teil.  Die Aktivisten begründen ihr eigenmächtiges Fernbleiben vom Unterricht mit der Aussage: „Auch wenn wir dafür Unterrichtsstunden verpassen: Das ist uns die existenzielle Frage der Klimakrise mehr als wert. Denn der Klimawandel wartet nicht auf unseren Schulabschluss. Unser Streik richtet sich nicht gegen die Schule, die Universität oder gegen Lehrer*innen.“ Da Schüler durch Unterricht eine Dienstleistung in Anspruch nehmen, ist Schulstreik kein Streik, sondern ein Boykott.
In einem Kurzgutachten vom März 2019 im Auftrag des Solarenergie-Förderverein Deutschland befasst sich Felix Ekardt mit den Grenzen des (deutschen) Ordnungswidrigkeitenrechts bezogen auf schulische Abwesenheiten im Zuge der Fridays-for-Future Bewegung.

## Gegenmaßnahmen
Immer öfter beschäftigen sich Psychologen und Pädagogen bei Fachtagungen und in Arbeitskreisen der Kultusministerien mit dem Phänomen der Schulverweigerung. Darüber hinaus gibt es verschiedene Schulersatzprojekte, deren Ziel es ist, durch ein geeignetes Lernumfeld und individuelle Betreuung Schulverweigerern den Schulbesuch zu ermöglichen, die aber gleichzeitig Integration verunmöglichen. Auch von Seiten der Kommunen wurden diverse umfangreiche Handlungsleitfäden zum Umgang mit Schulverweigerern erstellt.
Darüber hinaus besteht ein Ansatz zur Bekämpfung der Schulverweigerung darin, durch eine andere Gesellschafts- und Bildungspolitik die Faktoren, die zu einer Bildungsbenachteiligung führen, abzumildern, wenn möglich sogar zu beseitigen.

## Nationales

### Deutschland
Im Juli/August 2005 entzogen Gerichte in Ostwestfalen einigen baptistischen Eltern das Sorgerecht bezüglich schulischer Belange. Die Familien kamen einer eventuellen Vorführung der Kinder in der Schule durch die Polizei nach dem Ende der Sommerferien dadurch zuvor, dass sie ihre Kinder in Deutschland ab- und in Österreich oder Belgien wieder anmeldeten, wo keine Schulpflicht, sondern nur Unterrichtspflicht besteht. Laut Bundesgerichtshof sind Eltern auch dann nicht berechtigt, ihre Kinder der Schulpflicht zu entziehen, „wenn einzelne Lehrinhalte oder -methoden der Schule ihren Glaubensüberzeugungen entgegenstehen“.
Eine Familie, die 2008 aus Baden-Württemberg in die USA geflohen war, erhielt dort Asyl aus Gründen religiöser Verfolgung in Deutschland.
Im April 2010 wurde von insgesamt 5474 Mitzeichnern eine Petition beim Deutschen Bundestag eingereicht, mit der eine Straffreiheit für Eltern erreicht werden soll, die ihre Kinder zuhause unterrichten (Petition 11495). Da das für Online-Petitionen notwendige Quorum von 50.000 Mitzeichnern innerhalb von 4 Wochen nicht erreicht wurde, ist die Petition gescheitert.

#### Risikoverhalten
Eine für Deutschland repräsentative Studie mit mehr als 44.000 Jugendlichen neunter Klassen ergab: Jugendliche, die bisher schon mindestens einmal in ihrem Leben den Schulunterricht verweigert hatten, gaben sich mit höherer Wahrscheinlichkeit in den letzten vier Wochen der Befragung dem Rauschtrinken hin als Jugendliche, die keine Schulverweigerer waren. Unter den Jugendlichen, die schon einmal im Leben ernsthaft versucht hatten, einen Suizid zu begehen, waren signifikant mehr Schulverweigerer als unter den Jugendlichen ohne suizidale Handlungen.

#### Rechtsfolgen
Seit August 1919 besteht in Deutschland eine Schulpflicht, die für jedes Kind einen regelmäßigen Schulbesuch vorsieht. Schulschwänzen wird in der Verwaltung als „unerlaubtes Fernbleiben vom Unterricht“ bezeichnet. Das unentschuldigte Fehlen am Unterricht stellt einen Verstoß gegen die Schulgesetze (SchulG) dar, die dem Landesrecht unterliegen. Gemäß § 41 SchulG NRW sind die Eltern dafür verantwortlich, dass die Schüler am Unterricht und an den sonstigen verbindlichen Veranstaltungen der Schule regelmäßig teilnehmen. Ist ein Schüler durch Krankheit oder aus anderen nicht vorhersehbaren Gründen verhindert, die Schule zu besuchen, so benachrichtigen die Eltern unverzüglich die Schule und teilen schriftlich den Grund für das Schulversäumnis mit (§ 43 Abs. 2 SchulG NRW). Versäumen Schüler unentschuldigt den Unterricht oder sonstige verbindliche Schulveranstaltungen, kann ein Ordnungswidrigkeitenverfahren (Bußgeldverfahren) gegen Erziehungsberechtigte, berufsschulpflichtige Schüler, Ausbilder sowie Schüler, die das 14. Lebensjahr vollendet haben, eingeleitet werden (§ 126 Abs. 1 Nr. 1, 4 und 5 SchulG NRW). Schlimmstenfalls droht die behördlich angeordnete Schulvorführung durch die Polizei (§ 53 Abs. 2 OWiG). Eltern können wegen Verletzung der Fürsorge- oder Erziehungspflicht (§ 171 StGB) bestraft werden. Das Oberlandesgericht Hamm stellte 2012 fest: Eine Mutter, die es zulässt, dass ihr Kind zwei Jahre lang keinen Unterricht besucht, und es zulässt, dass die staatliche Exekutive nicht erfährt, wo sich ihr Kind aufhält, die also durch ihr Verhalten ein Auffinden des Kindes verhindert, gefährdet nach § 1666 BGB das Wohl ihres Kindes. Dies führte in dem in Hamm verhandelten Fall zur Entziehung der elterlichen Sorge nach § 1666 BGB. Eine derartige Maßnahme kann auch über Väter und andere Sorgeberechtigte verhängt werden.

#### Sanktionen
Für Schulverweigerung droht gegenüber den Sorgeberechtigten eine Geld- oder eine Freiheitsstrafe von bis zu sechs Monaten. Ein Entzug des Sorgerechts ist hingegen unverhältnismäßig, wenn eine Lernstandserhebung nichts Besorgniserregendes ergibt, die Sozialkompetenz nicht eingeschränkt ist, die Eltern sich um ihre Kinder kümmern und diese auch sehr an ihren Eltern hängen. Bei Verschulden durch den Schüler drohen diesem Geldbußen oder Arbeitsstunden.
An einigen Flughäfen werden unmittelbar vor Beginn der Schulferien in dem betreffenden Land Kontrollen durchgeführt, deren Zweck darin besteht herauszufinden, ob sich unter den Passagieren Schulpflichtige mit Wohnsitz in dem betreffenden Land befinden. Die Eltern der Schulpflichtigen können mit Bußgeld für jeden Schultag belegt werden, den ihre Kinder versäumen, sodass sich ein verfrühter Urlaubsbeginn möglicherweise für sie wirtschaftlich nicht lohnt.
Im nordrhein-westfälischen Regierungsbezirk Köln müssen „Ferienverlängerer“ mit einem Bußgeld in Höhe von 120 bis 1000 € rechnen.

### Österreich

#### Rechtliches
Seit dem Schuljahr 2018/19 gelten neue, konsequentere Regeln für das unentschuldigte Fernbleiben vom Unterricht. Nach dem neuen § 25 Schulpflichtgesetz müssen Erziehungsberechtigte bereits mit einer Anzeige rechnen, wenn ihre schulpflichtigen Kinder an mehr als drei Schultagen fehlen. Durchrechnungszeitraum dafür ist nun die gesamte Pflichtschulzeit von der ersten bis zur neunten Schulstufe und nicht mehr nur ein Schuljahr bzw. das Schulsemester. In diesem Zusammenhang wird ein Fehlen dann als ungerechtfertigt gewertet, wenn weder die Schüler noch die Eltern in irgendeiner Form tätig werden und Kontakt mit der Schule aufnehmen.
Zudem dürfen die Schulleiter Sofortmaßnahmen setzen, wenn eine geringfügige Schulpflichtverletzung von bis zu drei Tagen vorliegt.
Liegt eine Schulpflichtverletzung von mehr als drei Tagen vor, gilt dies als Verwaltungsübertretung, die ein Verfahren bei der Bezirksverwaltungsbehörde nach sich zieht. Diese kann zu einer Verwaltungsstrafe von mindestens 110 bis höchstens 440 Euro führen.
Mit dieser Regelung wurde der seit 2013 geltende „Fünf-Stufen-Plan“ reformiert, das als aufwändiges und langwieriges Verfahren oftmals an der mangelnden Gesprächsbereitschaft der betroffenen Schüler oder ihrer Eltern scheiterte. Nach alter Rechtslage wurden entsprechende Maßnahmen erst bei fünf unentschuldigten Fehltagen, 30 versäumten Unterrichtsstunden oder drei aufeinander folgenden Tagen innerhalb eines Schuljahres ausgesprochen.
Für ältere Schüler (bis ca. 18 Jahre) gilt seit Juli 2017 die Ausbildungspflicht, in diesem Rahmen sind die Regelungen anders.

#### Soziologisches
Im ersten Jahr der neuen Regelung (2018/19) wurde österreichweit 3.288-mal gestraft. Die mit Abstand meisten Strafen wurden in Wien (1.650 Fälle) verhängt. Dahinter folgen Oberösterreich (481), Salzburg (325), Niederösterreich (262), Tirol (216), Kärnten (179) und die Steiermark (146). Sowohl das Bildungsministerium als auch die Lehrergewerkschaft berichten von der funktionierenden abschreckende Wirkung der Verschärfung, die zu weniger Schulschwänzen geführt habe.
Vorarlberg hatte nach Wien die höchste Schulabbrecher-Quote in ganz Österreich. Das geht aus dem Drop-Out-Bericht der Landesstelle für Statistik für das Jahr 2013 hervor.

### Schweiz
In der Schweiz will gemäß einer Studie aus dem Jahr 2009 jedes zehnte Kind nicht in die Schule, weil es sich vor Leistungsdruck und Mobbing fürchtet – Tendenz steigend.

### USA
Im US-Bundesstaat Kalifornien nannte ein Bericht der Generalstaatsanwaltschaft im Jahr 2013 einen Anteil von über 25 % Schulverweigerern in der Grund- und Oberstufe. Dabei wurde allerdings eine sehr strenge Definition angewandt, die ab drei ganzen Tagen oder dreimaligem Zuspätkommen von mehr als 30 Minuten gilt. Dies entsprach im Jahr 2013 insgesamt 1,8 Millionen Kindern und Jugendlichen, davon rund 700.000 Kindergarten- und Primarschülern. 20.000 der Schüler dieser Altersgruppe verpassten sogar mehr als 20 % des Schuljahres. Die Hälfte aller Schüler in Kalifornien ist von Armut betroffen, fast ein Viertel muss Englisch als Fremdsprache erlernen. Ein soziales Maßnahmenpaket wurde in Aussicht gestellt.